# Santa Coloma de Queralt
Santa Coloma de Queralt est une commune espagnole, en Catalogne dans la comarque de Conca de Barberà dans la province de Tarragone.

## Histoire
La donation de la ville de Santa Coloma de Queralt, accordée par Gombau d'Oluja aux Templiers le 29 novembre 1192, n'aurait pas dû être perpétuelle dans la propriété pleine et entière puisque le 31 décembre 1196, Gombau céda l'hypothèque ou les hypothèques du château et de la ville de Santa Coloma ainsi que celles de Llorach, Avelia et autres lieux de La Segarra.